# Studenec (nádraží)
Studenec je železniční stanice v okrese Třebíč, vzdálené přibližně dva kilometry severně od obce Studenec v Kraji Vysočina nedaleko Okareckého potoka. Leží na jednokolejných neelektrifikovaných tratích Brno–Jihlava a Křižanov–Studenec.

## Historie
Stanice byla zprovozněna 4. června 1886, kdy došlo k zahájení provozu na dobudovaném úseku ze Zastávky u Brna do Okříšek společností Rakouská společnost státní dráhy (StEG), čímž bylo dokončeno propojení s Třebíčí a Brnem. Vyrostla zde nerozměrná nádražní budova ve specifickém architektonickém stylu budov celé dráhy. 12. června téhož roku pak StEG otevřela odbočnou trať končící ve Velkém Meziříčí. V areálu nádraží bylo vystavěno též nákladové nádraží, vodárna, lokomotivní depo či bytové domy pro drážní zaměstnance.
Po zestátnění StEG v roce 1909 pak obsluhovala stanici jedna společnost, Císařsko-královské státní dráhy (kkStB), po roce 1918 pak správu přebraly Československé státní dráhy. Stanice byla roku 1953 dostavbou úseku severně od Velkého Meziříčí propojena s tratí Praha – Havlíčkův Brod – Brno ve stanici Křižanov.

## Popis
Nacházejí se zde čtyři jednostranná nástupiště, s výjimkou prvního vnějšího nástupiště přímo u budovy slouží k příchodu na nástupiště přechody přes koleje.